# Hungaria (Zug)

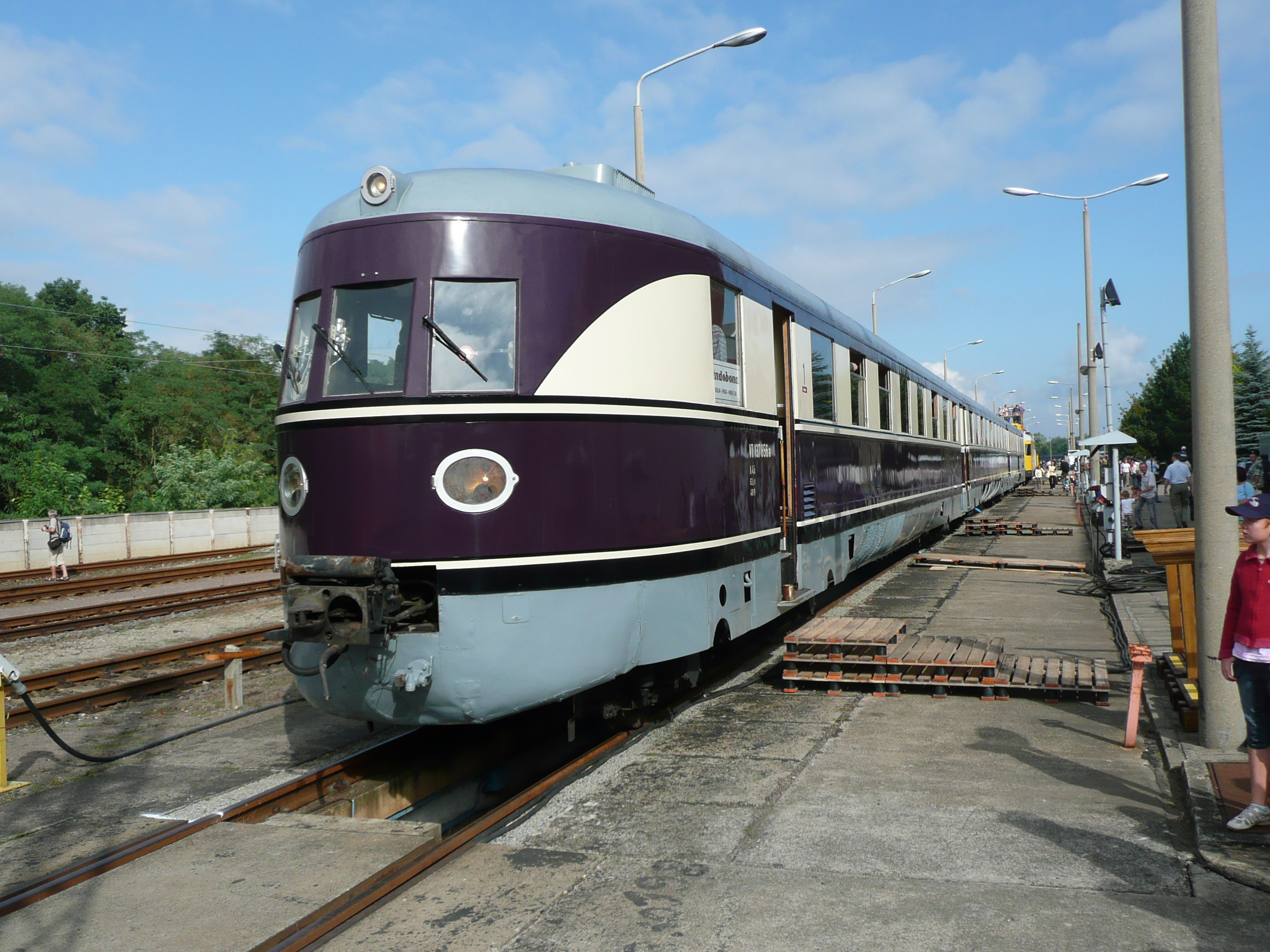
Die ersten Triebwagen für den Hungaria waren von 1960 bis 1962 die SVT Köln

Hungaria (zeitweise Hungaria-Express) ist der Name eines seit 1960 verkehrenden Zugpaares zwischen Deutschland und Ungarn. Der Laufweg führte ursprünglich von Berlin über Dresden, Prag, Brünn und Bratislava nach Budapest, seit einigen Jahren beginnt der Zuglauf bereits in Hamburg. Im weiteren Verlauf wurden vor allem auf dem Abschnitt in der Tschechoslowakei bzw. ab 1992 in Tschechien mehrfach abweichende Laufwege bedient. Seit 1993 wird der Hungaria als EuroCity geführt. Seinen Namen erhielt der Zug nach der lateinischen Bezeichnung für Ungarn.

## Geschichte
Erste durchgehende Zugverbindungen zwischen Berlin und Budapest gab es bereits gegen Ende des 19. Jahrhunderts. Die steigende Nachfrage führte 1900 zur Einführung des Berlin-Budapest-Orient-Express als Luxuszug. Er führte Kurswagen zum Orient-Express, passend zu dessen Fahrzeiten kam der am Vormittag in Berlin gestartete Zug in Budapest erst gegen Mitternacht an. Die unzureichende Nachfrage führte dazu, dass der Zug bereits 1902 wieder eingestellt wurde. Parallel zu dem über Breslau und Oderberg geführten Luxuszug gab es weitere Verbindungen in herkömmlichen Zügen, meist über Wien. Während des Ersten Weltkrieges wurde 1916 der Balkanzug eingeführt, dessen Zugteile zwischen Berlin und Budapest zum einen über Dresden und Wien, zum anderen über Breslau und Oderberg fuhren, der Dresdner Zugteil umging Prag auf der Strecke der ehemaligen Österreichischen Nordwestbahn (ÖNWB) über Nymburk. Die Zugläufe der damaligen Zeit benötigten zwischen 15 und 24 Stunden. Dabei hatten die einzelnen Verbindungen mehr oder weniger Bedarf, öfters wurden sie eingestellt. In der Zwischenkriegszeit verkehrten nach Gründung der Tschechoslowakei erstmals Züge zwischen Berlin und Budapest über den späteren Laufweg des Hungaria über Prag und Bratislava unter Umgehung von Wien. Mit dem D 147/148 gab es vor dem Krieg bereits eine Tagesverbindung in der ungefähren Fahrlage des späteren Hungaria. Nach dem Krieg war die Verbindung aufgrund der langen Grenzkontrollen und der kriegsbedingt vernachlässigten Infrastruktur zunächst nur mit Nachtfahrten zu bewältigen.
Der Hungaria wurde zum Sommerfahrplan 1960 als neue schnelle Tagesverbindung mit den Zugnummern Ext 154/155 von Berlin Ostbahnhof nach Budapest Nyugati pu mit Halten in Dresden-Neustadt, Dresden Hauptbahnhof, Bad Schandau, Děčín h. l. n., Ústí nad Labem h. l. n., Praha střed, Brno hlavní nádraží, Bratislava hlavná stanica, Štúrovo und Szob eingeführt. Die planmäßige Fahrtzeit des zunächst mit SVT Köln der Reichsbahn bedienten neuen 995 km langen Verbindung betrug in Richtung Budapest 14,5 Stunden, in der Gegenrichtung 15 Stunden. Der Hungaria übernahm zwischen Berlin und Prag die Fahrlage des Vindobona, der seitdem etwa zwei Stunden später von Berlin abfuhr. Der Zuglauf war von Beginn an stark nachgefragt und hatte in Süd-Nord-Richtung in Berlin Anschluss an einen Zug nach Schweden. Die vorgesehenen Fahrzeiten erwiesen sich als zu knapp und konnten nicht gehalten werden. In der ersten Zeit waren noch Fahrzeiten von bis zu 19 Stunden die Regel, die etwa den Vorkriegszeiten entsprachen. Erst allmählich pendelte sich die Fahrtdauer schließlich auf die bereits 1960 geplanten 15 Stunden ein.
Die ständig steigenden Reisendenzahlen führten zum Sommerfahrplan 1974 zur Umwandlung des Hungaria in einen lokomotivbespannten Zug. So konnte die Kapazität von rund 350 auf knapp 590 Sitzplätze (9 Wagen) gesteigert werden. Bereits ein Jahr zuvor hatte der noch als Ext eingestufte Zuglauf die neuen Zugnummern Ext 74/75 erhalten, mit diesen Zugnummern wurde der Hungaria nunmehr als Schnellzug eingestuft. Die nächsten Jahre ergaben sich keine nennenswerten Änderungen am Zuglauf. 1986 fassten Reichsbahn und ČSD den Hungaria zwischen Berlin und Prag mit dem Vindobona zusammen, wobei dessen Zugnummer D 374/375 verwendet wurde. Damit kamen in den bislang als reiner Tageszug bedienten Zuglauf erstmals Schlaf- und Liegewagen. Diese liefen als Kurswagen – auch das eine Neuheit im bislang zielrein fahrenden Hungaria – von Belgrad und Budapest nach Malmö. Ein Jahr später verzichtete man auf die Bezeichnung „Hungaria“, lediglich der neu als Interexpress (IEx) eingestufte Zuglauf zwischen Prag und Budapest behielt diesen Namen. Die Sitzwagen des Hungaria liefen jedoch weiterhin wie bislang durchgehend zwischen Berlin und Budapest. Ein Jahr später machten die beteiligten Bahnen die gemeinsame Führung wieder rückgängig, ab 1988 lief der Hungaria als IEx 74/75 wieder zwischen Berlin und Budapest durchgehend. In Berlin wechselte der Laufweg vom Ostbahnhof zum Bahnhof Berlin-Lichtenberg. Der Vindobona lief seither ebenfalls wieder in seiner früheren Fahrlage. Die Kurswagen von Budapest und Belgrad nach Malmö verblieben jedoch im Hungaria.

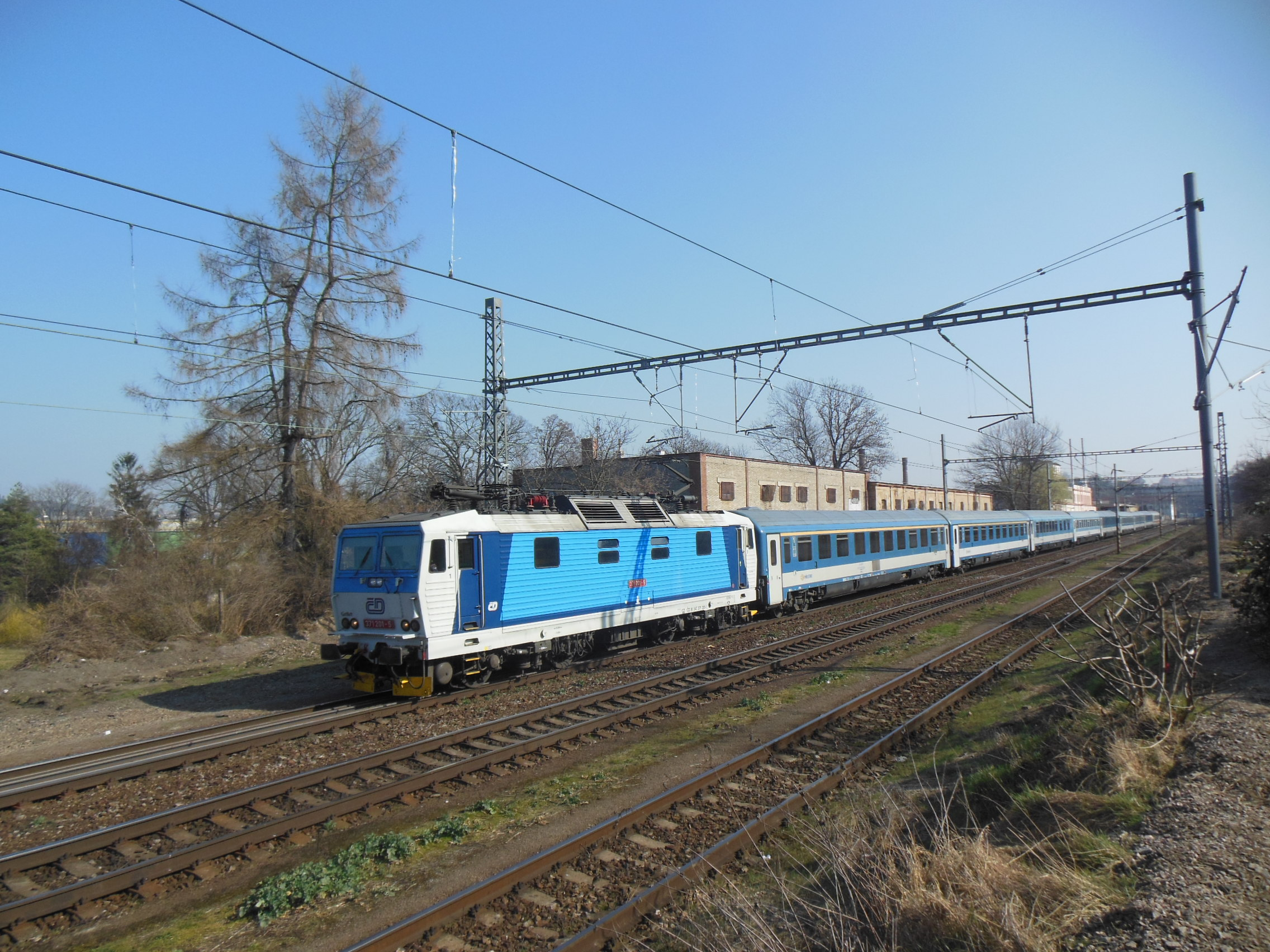
Der Hungaria bei Prag mit der CD Baureihe 371

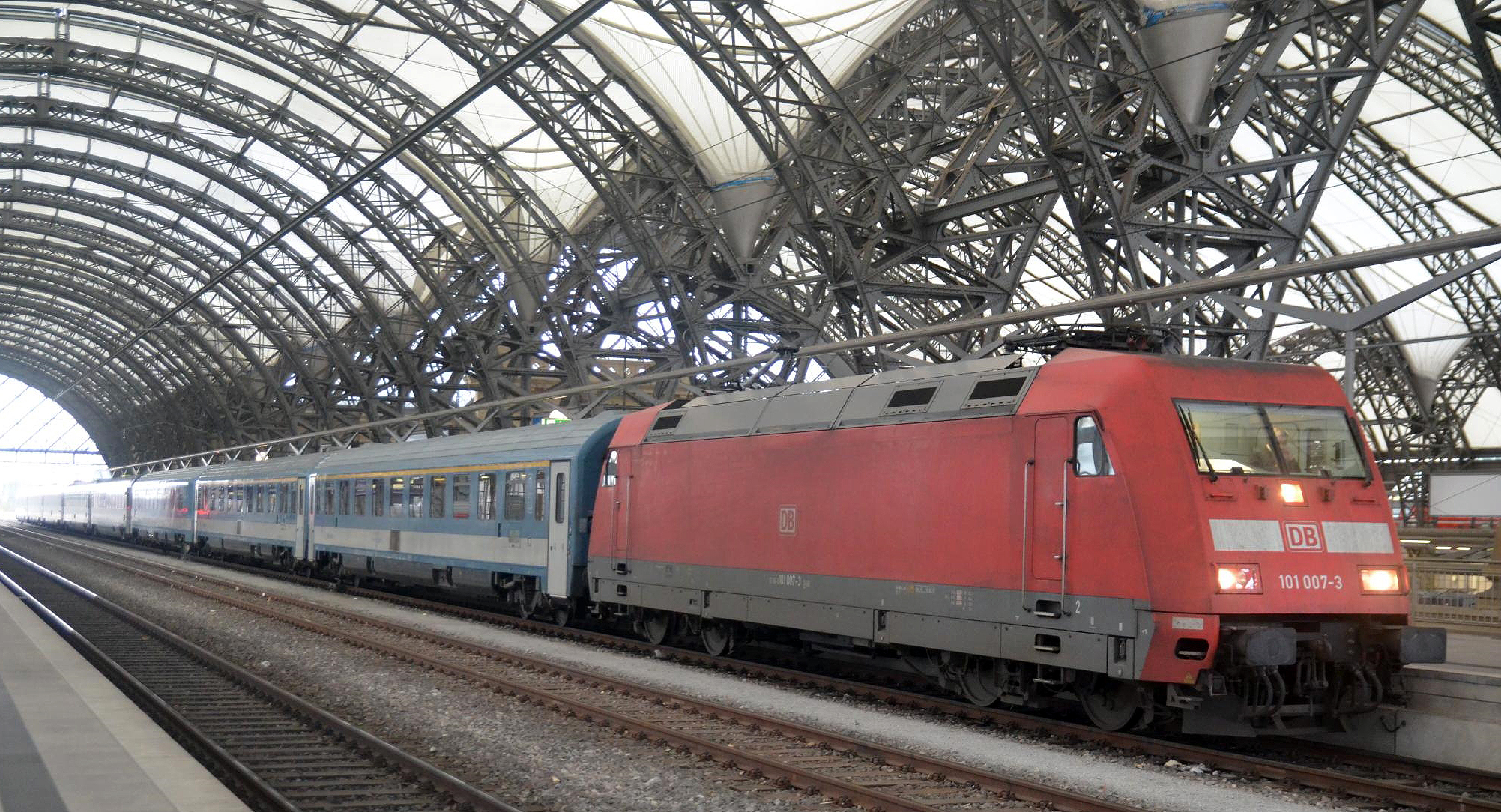
Der Hungaria in Dresden mit der 101 007

Ende 1993 wurde die Zugkategorie auf EuroCity sowie das Wagenmaterial des Zuges auf moderne Wagen umgestellt. Dieses Zugpaar stellte damit die allerersten EC-Verbindungen in der Slowakei dar. Der EC 174/175 „Hungaria“ hatte nun den Laufweg Budapest-Keleti pu. - Hamburg-Altona, für den er knapp 17 Stunden brauchte. Ab 1994 stellte die MÁV neue, klimatisierte Wagen für ihren Paradezug.
Ab September 1994 wurde der Zuglauf wegen Bauarbeiten auf der Berliner Stadtbahn sowie zwischen Berlin und Hamburg auf Budapest - Nauen über Berlin-Lichtenberg gekürzt. Dort gab es einen Anschluss weiter in Richtung Hamburg. Später endete der Zug bereits in Berlin-Lichtenberg bzw. ab 1998 in Berlin-Zoologischer Garten. Da die Deutsche Bahn im Jahr 2003 beschloss, bei allen EC-Zügen die Namen zu streichen, verlor auch der „Hungaria“ seinen Namen in Deutschland. Mit der Eröffnung des Berliner Hauptbahnhofes im Jahr 2006 wurde das Zugpaar mit der mittlerweile auf EC 170/171 geänderten Zugnummer schließlich auf die Nord-Süd-Fernbahn via Berlin Hbf (tief) und weiter nach Berlin Gesundbrunnen umgelegt.
Nach der Auflassung der EC-Verbindung „Vindobona“ zwischen Villach bzw. Wien und Hamburg übernahm der „Hungaria“ Ende 2014 Trasse und Zugnummern. Er fuhr neu als EC 172/173 zwischen Budapest-Keleti pu. und Hamburg-Altona. Bis 1989 hatten die Züge teilweise zwölf Wagen – 2017 beträgt die Zuglänge maximal sieben Wagen. Zwischen Budapest und Prag führte der Hungaria im Sommer einige Jahre an Wochenenden Schlaf- und Liegewagen als Kurswagen von bzw. nach Bar an der Adria.

## Fahrzeugeinsatz

### Triebwagen von 1960 bis 1974

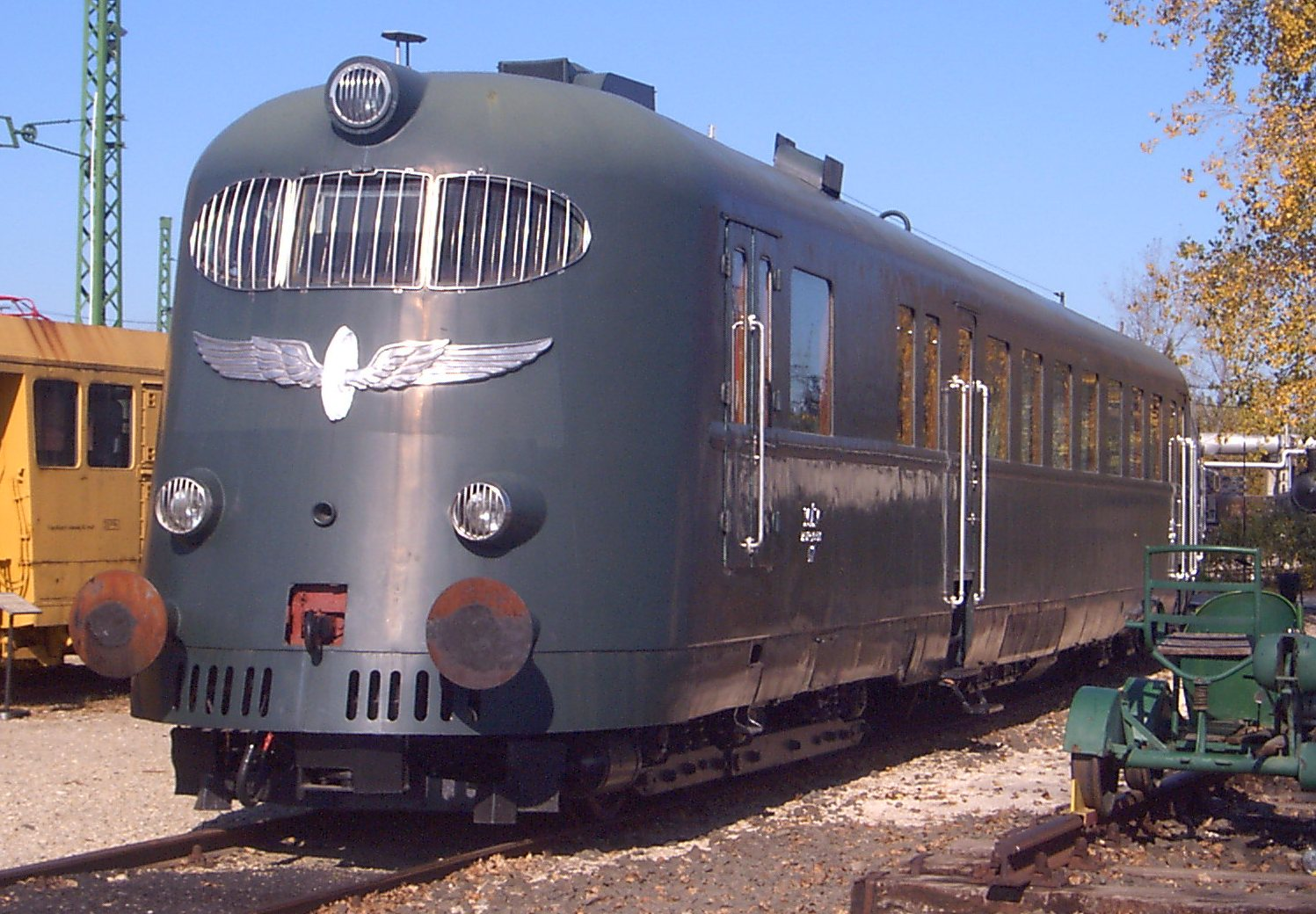
Von 1962 bis 1974 prägten verschiedene Ganz-Triebwagen den Zuglauf

Es wurde vereinbart, die Züge mit Triebwagen der Deutschen Reichsbahn und der ČSD zu betreiben. Den Anfang machte die DR mit ihren Vorkriegs-Schnelltriebwagen der Bauart Köln, die für die knapp 1000 Kilometer lange Strecke Zusatztanks erhielten. Die neue Zugverbindung war erfolgreich, die verpflichtend nötigen Platzkarten waren bald ständig ausverkauft.
Die ČSD setzten ab 1962 die vom ungarischen Hersteller Ganz gelieferten Triebwagen der M 495.0 ein, die weitgehend baugleich mit der DR-Baureihe VT 12.14 waren. Da sich diese für den vierteiligen Einsatz als zu schwach erwiesen, wurden sie in der Hauptreisezeit in bestimmten Abschnitten mit zwei dreiteiligen Einheiten ausgeführt. Auf der Relation Prag–Berlin–Prag wurde der Zug ganzjährig mit zwei Einheiten gebildet. Zudem wurde der Zug im Sommer für Reisegruppen gesperrt. Dieser Zustand und die bekannt schlechten Laufeigenschaften und Instandhaltungsbedingungen dieser Triebwagen, die bei Reichsbahn wie ČSD bereits nach weniger als 20 Jahren vollständig ausgemustert wurden, führten 1966 zu deren Ersatz durch die ebenfalls von Ganz gelieferten Triebwagen der ČSD-Baureihe M 298.0, die in den Laufeigenschaften besser und leistungsstärker waren. Dadurch war wieder eine vierteilige Zugbildung möglich. Mit der Reihe M 498.0 wurde der Hungaria-Express durchgängig mit zwei vierteiligen Einheiten gefahren, von denen eine in Prag gewechselt wurde. Mit diesen Triebwagen führten die ČSD den Verkehr bis 1974 aus. Dann hatten diese Fahrzeuge ein Alter von zehn Jahren erreicht und konnten dem internationalen Verkehr nicht mehr in vollem Umfang gerecht werden. Außerdem war eine Elektrifizierung aller Strecken in greifbare Nähe gerückt. Im selben Jahr wurde die Umstellung des Zuges auf lokbespannte Züge beschlossen und die Züge als normale Schnellzüge eingestuft.

### Lokomotivbespannte Züge ab 1974

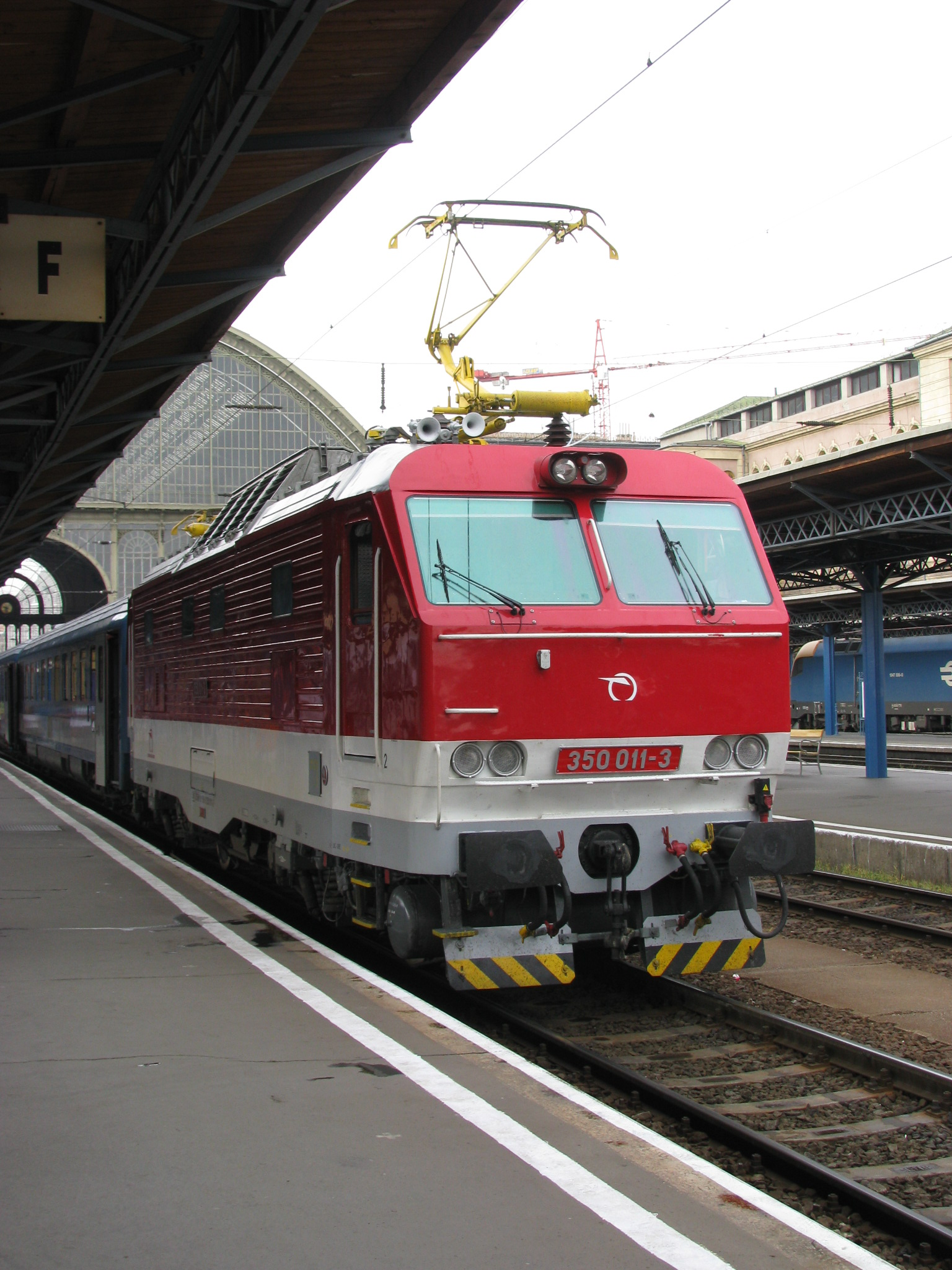
Auf dem südlichen Abschnitt prägte zeitweise die ČSD-Baureihe ES 499.0 den Hungaria

Die Umstellung des Hungaria als lokbespannter Zug hatte den Vorteil, dass mehr Platz zur Verfügung gestellt werden konnte. Sie kam zu der Zeit, als die ČSD-Baureihe ES 499.0 ihre ersten Einsätze auf den mit zwei Stromsystemen elektrifizierten Abschnitt Prag–Bratislava absolvierte. Meist zwischen Prag und Bratislava eingesetzt, konnten gelegentlich Einsätze zwischen Bratislava und Děčín beobachtet werden, nachdem der Abschnitt Prag–Děčín elektrifiziert war. Auf den ungarischen Abschnitten wurde besonders die MÁV-Baureihe V43 eingesetzt. Zwischen der ČSSR und der DDR gab es damals noch die fahrdrahtlosen Abschnitte über die Grenze und von Dresden nach Berlin, der bald eine Domäne der DR-Baureihe 132 werden sollte. Zwischen Dresden und Děčín wurde der Zug mit anderer Traktion über die Grenze gebracht, wobei bis 1980 gelegentlich noch die DR-Baureihe 23.10 beobachtet werden konnte. Bis 1983, als die Bahnstrecke zwischen Berlin und Dresden elektrifiziert wurde, lief der Hungaria im deutschen Abschnitt vollständig mit Diesellokomotiven.
Der elektrische Lückenschluss über die Grenze nach Tschechien und der damit verbundene Wegfall des Lokwechsels in Bad Schandau erfolgte 1989. Danach übernahm die ČD-Baureihe 371 bzw. die baugleiche DR-Baureihe 230 den Verkehr, zunächst durchgehend bis Berlin. Nachdem zwischen Berlin und Dresden 1992 die zulässige Höchstgeschwindigkeit auf 160 km/h angehoben wurde, musste jedoch – da die Zweisystemlokomotiven nur für 120 km/h zugelassen sind – in Dresden erneut ein Lokomotivwechsel erfolgen. Die Reihe 371 führt den Hungaria seitdem nur zwischen Dresden und Prag. Zwischen Berlin und Dresden fuhr zunächst die Baureihe 112, die Ende der 1990er Jahre durch die neue DB-Baureihe 101 abgelöst wurde. Südlich von Prag fuhr nach 1989 die ZSSK-Baureihe 350 durchgehend bis Budapest. Seit 2014 hat die ČD-Baureihe 380 die Leistungen übernommen. Diese Lokomotiven sollten ab Fahrplanwechsel 2016 den durchgehenden Verkehr zwischen den Endpunkten übernehmen, was bisher (Januar 2017) nicht erfolgte. Einige Jahre war im Gespräch, den Zuglauf mit den mehrsystemfähigen Pendolino-Zügen der ČD (ab 1993 Nachfolger der ČSD) zu betreiben, dies ist nicht mehr geplant (Stand 2017).
Der Wagenpark des Hungaria wurde ab 1974 abgesehen von einzelnen Verstärkungswagen bis 1986 ausschließlich von den ČSD gestellt. In der Regel bestand der Zug aus einem in der Zugmitte zwischen zwei Wagen der 1. Klasse laufenden Speisewagen und sieben bis neun 2.-Klasse-Wagen, wobei Verstärkerwagen vor Feiertagen oder an Wochenenden auch von der Reichsbahn und der MÁV gestellt wurden. Mit der Umstellung auf die gemeinsame Führung mit dem Vindobona kam erstmals eine regelmäßige Wagengruppe der MÁV in den Zug. Die MÁV stellte auch den Schlafwagen nach Malmö, während die Schlaf- und Liegewagen von Belgrad ab 1986 von der jugoslawischen JŽ gestellt wurden. Zum Jahresfahrplan 1989 übernahm die Reichsbahn alle Sitzwagen im Hungaria, lediglich der Speisewagen kam weiter aus der Tschechoslowakei. Ein Jahr später stellten wieder die ČSD alle Wagen, mit Ausnahme der Malmöer Kurswagen.
Nach 1990 entfielen die Kurswagen nach Malmö. Mit der Umstellung auf EuroCity wurde die Zugbildung an das in fast allen EC-Zügen verwendete Schema aus je einem Block von Wagen der 1. und 2. Klasse umgestellt, die durch den Speisewagen getrennt werden. Im Jahresfahrplan 1993/94 bestand der Hungaria aus einer gemischten Zusammenstellung von Intercity-Wagen der Deutschen Bundesbahn (DB) und der Deutschen Reichsbahn (DR). Seit 1994 werden die Wagen des Hungaria vollständig von der MÁV gestellt, gelegentlichen Verstärkungswagen der DB und den seit einigen Jahren eingeführten Kurswagen nach Bar der ČD abgesehen.
Seit 2020 werden auf dem Hungaria ausschließlich modernisierte Wagen der MÁV-START eingesetzt, wobei die Wagen eine neue Innenausstattung und WLAN bekamen, gelegentlich können aber auch unmodernisierte Wagen vorkommen.

## Unfälle
Auf seinem ursprünglichen Streckenverlauf von Berlin Friedrichstraße nach Budapest legte der Zug eine Strecke von knapp 1000 Kilometern zurück. Dabei ereigneten sich folgende Unfälle:
- 27. September 1960: Im Triebwagen VT 137 275 trat während der Fahrt von Prag nach Budapest ein Brand auf, in dessen Folge das Fahrzeug später ausgemustert werden musste.[2]
- 15. Februar 1968: Im Bahnhof Doberlug-Kirchhain fuhr ein Triebwagen der Reihe M 495.0 bei dichtem Nebel auf eine im Bahnhofsgelände abgestellte Rangierlok auf. Der Lokführer der ČSD und eine Zugbegleiterin überlebten den Zusammenprall nicht, fünf Reisende wurden schwer, 20 weitere Reisende leicht verletzt. Ein Triebzug der zwei Einheiten zählenden Reihe wurde zerstört. Die Reichsbahn musste eine Einheit ihrer baugleichen Baureihe VT 12.14 an die ČSD abgeben.[8][2]